# António Nunes Ribeiro Sanches
António Nunes Ribeiro Sanches, nacido en 1699 en Penamacor (Portugal) y fallecido en 1783 en París, fue un médico, filósofo y erudito portugués.
Después de haber estudiado en la Universidad de Coímbra y la Universidad de Salamanca, Sanches se desplazó luego a Londres. Más tarde fue a la Universidad de Leiden donde completó su formación bajo la dirección de Herman Boerhaave. Fue uno de los tres médicos recomendados por Boerhaave pedidos por la emperatriz Ana de Rusia en 1731.
Nombrado médico del ejército ruso, se distinguió y devino primer médico de la corte. Sin embargo después de años, cuando la revolución de 1742 que puso a Isabel I de Rusia en el trono lo privó de su puesto. Dos médicos de la corte compañeros de Ribeiro fueron denunciados como judíos. Habiendo tenido la suerte, en medio de las detenciones cotidianas de las que fue testigo, de estar autorizado a abandonar el país, tomó, en 1747 el camino de París, donde vivió el resto de su vida. Durante su ascensión al trono, Catalina II de Rusia lo recompensó por sus servicios con una pensión de 1 000 rublos, que fue puntuamente pagada hasta su muerte.  Fue uno de los médicos personales de Isabel, y ella lo envió incluso a la cabecera de su enemigo íntimo Ostermann, afectado por una crisis de gota cuando estaba encarcelado bajo orden suya.
Ribeiro Sanches escribió el artículo « vérole » en la Enciclopedia de Diderot y D'Alembert.